# Nazionale maschile di calcio dell'Estonia
La nazionale di calcio dell'Estonia (est. Eesti jalgpallikoondis) è la rappresentativa calcistica dell'Estonia ed è controllata dalla Federazione calcistica dell'Estonia.
La squadra esordì nel 1920 e partecipò ai Giochi olimpici del 1924. Occupata dai sovietici nel 1940, l'Estonia divenne parte dell'Unione Sovietica, per poi riottennere l'indipendenza solo nel 1991; il 3 giugno 1992 la neocostituita nazionale estone esordì pareggiando per 1-1 a Tallinn contro la Slovenia. L'Estonia, che non si è mai qualificata alla fase finale di un campionato europeo né di un campionato mondiale, ha vinto per tre volte la Coppa del Baltico, torneo a cadenza biennale cui partecipa insieme a Lettonia, Lituania e Finlandia. Il punto più alto raggiunto dalla nazionale estone risale al 2011, quando la squadra si piazzò seconda nel girone di qualificazione al campionato d'Europa 2012 ed ebbe accesso ai play-off, dove fu eliminata dall'Irlanda.
L'attuale capitano è il difensore Ragnar Klavan, che ha raccolto l'eredità di Raio Piiroja a sua volta succeduto al celebre portiere Mart Poom, attivo fino al 2009 e nominato dalla Federazione come Golden Player come miglior giocatore estone dei precedenti cinquant'anni. Altri elementi di spicco della storia della nazionale sono l'esperto attaccante Andres Oper e il fantasista Konstantin Vassiljev. Il record di presenze con l'Estonia (157) è di Martin Reim, mentre il record di reti (38) è di Andres Oper.
Nella classifica FIFA, istituita nell'agosto 1993, l'Estonia ha ottenuto quale miglior piazzamento il 47º posto nel marzo 2012, mentre il peggior piazzamento è il 137º posto dell'ottobre 2008. Occupa il 123º posto.

## Storia

### La Repubblica d'Estonia (1918-1940)
La nazionale estone fu formata dopo la fine della guerra d'indipendenza estone (1918-1920) ed esordì il 17 ottobre 1920 a Helsinki, perdendo per 6-0 contro la Finlandia. Il 14 dicembre 1921 fu costituita la Federazione calcistica dell'Estonia, che si affiliò alla FIFA nel 1923. L'11 agosto 1922, perdendo per 10-2 a Helsinki contro la Finlandia, l'Estonia subì la sconfitta più larga della propria storia.
La nazionale estone prese poi parte ai Giochi olimpici del 1924, dove giocò una partita, persa contro gli Stati Uniti, e iniziò a competere nella Coppa del Baltico.
Il 26 luglio 1928, a Tallinn, batté per 6-0 la Lituania, ottenendo la vittoria più larga della propria storia.
L'11 giugno 1933 esordì nelle qualificazioni al campionato del mondo, perdendo per 6-2 a Stoccolma contro la Svezia; fu il primo match di qualificazione alla Coppa del mondo della storia. Nel 1937 partecipò nuovamente alle eliminatorie per il Mondiale, in vista di Francia 1938, e vinse la Coppa del Baltico.
Prima della seconda guerra mondiale, la selezione estone fu allenata da sette diversi allenatori ungheresi, tra cui Antal Mally, alla guida dell'Estonia in due periodi distinti. Gli allenatori stranieri furono quattro (tre ungheresi e un austriaco), mentre il primo commissario tecnico estone fu Albert Vollrat, al timone dal 1932. I calciatori convocati in nazionale in questo periodo militavano per lo più in club di Tallinn quali il TJK, lo Sport, il Kalev e il Tallinn Estonia. Tra i più convocati figuravano Evald Tipner (67 presenze), Eugen Einmann (65), Eduard Ellman-Eelma (58) e Karl-Rudolf Silberg-Sillak (52). Tra i goleador si ricordano Ellman-Eelma (21 reti in 65 partite), Richard Kuremaa (18/42), Arnold Pihlak (17/44), Georg Siimenson (14/42) e Friedrich Karm (9/13). I calciatori ricevevano un piccolo compenso per le partite (5 corone estoni nel 1938 e 50 corone per la vittoria della Coppa del Baltico).
Il 18 luglio 1940 giocò l'ultima partita come nazionale di uno stato indipendente prima dell'occupazione sovietica dell'Estonia: la gara si giocò allo stadio Kadriorg e fu vinta per 2-1 contro la Lettonia.

### Gli anni dell'URSS (1940-1991)
Nell'agosto 1940 l'Estonia fu annessa all'Unione Sovietica, così la nazionale non poté giocare fino al 1991, anno dello smembramento dell'URSS. Durante gli anni dell'occupazione nazista (1941-1944) la selezione estone giocò due partite non ufficiali, perdendo per 4-0 a Riga e per 8-1 a Tallinn, ma erano pochi i calciatori reduci dell'anteguerra. Quando le truppe sovietiche invasero nuovamente l'Estonia, alcuni dei migliori giocatori del paese, tra cui Richard Kuremaa, Elmar Tepp, Valter Neeris, si erano spostati altrove o erano fuggiti nei paesi occidentali. Molti ex nazionali, tra cui Arnold Pihlak e Arnold Laasner, fecero parte della squadra estone attiva nel campo rifugiati di Geislingen.
Nella seconda metà degli anni '40 il calcio conobbe un crollo di popolarità nella società estone, anche a causa dell'incapacità di costituire squadre competitive a livello professionistico.Dal 1948 al 1976 si disputò, tuttavia, la Coppa del Baltico, vinta per cinque volte dalla rappresentativa estone, mentre dal 1969 al 1982 l'Estonia fu l'unica repubblica sovietica socialista a non avere proprie squadre di club nel campionato sovietico di calcio. Nella prima metà degli anni '70 la pratica del calcio in Estonia era ormai limitata ai soli cittadini russi.
Attorno al 1975 il calcio in Estonia rinacque grazie all'azione di Roman Ubakivi, che formò delle squadre di calcio di lingua estone, tra cui il Lõvid (estone per "leoni"), attiva dal 1980 al 1989 e allenata da Ubakivi e Olev Reim. Molti dei calciatori così formatisi, tra cui Mart Poom e Martin Reim, sarebbero divenuti parte della ricostituita nazionale estone negli anni '90. Nessun calciatore estone riuscì a entrare nei ranghi della nazionale sovietica, ma due dei "pupilli" di Ubakivi, Ott Mõtsnik e Toomas Krõm, militarono nella nazionale giovanile sovietica.
Con la cosiddetta rivoluzione cantata, i paesi baltici innescarono la catena di eventi che avrebbe portato alla loro indipendenza e il calcio giocò un ruolo importante in questo processo di riconquista dell'autonomia nazionale. Il 18 luglio 1990 si tenne una partita amichevole tra l'Estonia e la Lituania allo stadio Kadriorg di Tallinn, per commemorare l'ultima partita ufficiale giocata tra le due nazionali rappresentanti paesi indipendenti, tenutasi cinquant'anni prima. Il criterio con il quale furono formate le due squadre fu controverso: 63 giocatori presentarono un pubblico appello (Päevaleht, 24 aprile 1990) affinché gli organi calcistici dei due paesi selezionassero solo discendenti di cittadini estoni, lasciando fuori i discendenti degli immigrati che si erano trasferiti in Estonia dopo il secondo conflitto mondiale.

### Il ritorno della nazionale estone e gli anni di transizione (1991-1996)
L'Estonia riguadagnò l'indipendenza il 20 agosto 1991. La prima partita (non riconosciuta dalla FIFA) della nazional estone dopo questo evento risale al 15 novembre 1991, nella Coppa del Baltico contro la Lituania, mentre la prima partita ufficiale, un'amichevole, fu giocata allo stadio Kadriorg di Tallinn contro la Slovenia il 3 giugno 1992 e terminò con il risultato di 1-1. Questa la squadra estone scesa in campo sotto la guida dell'allenatore Uno Piir: Mart Poom, Urmas Hepner, Igor Prins, Urmas Kaljend, Meelis Lindmaa, Toomas Kallaste, Tarmo Linnumäe, Indro Olumets, Martin Reim, Sergei Ratnikov, Risto Kallaste, Viktor Alonen, Urmas Kirs, Marko Kristal e Aleksandr Puštov. Puštov fu l'autore dell'unico gol dei padroni di casa.
All'epoca la composizione della compagine estone era influenzata dalle politiche di conferimento della cittadinanza. Il dibattito si divise tra chi sosteneva che si dovessero includere gli atleti che vivevano in Estonia ma non avevano la cittadinanza estone, molti dei quali erano di origine russa, e chi invece riteneva ingiusta questa inclusione. Circa quattro mesi prima della partita contro gli sloveni, l'FC Flora presentò alla federcalcio estone (EFA) un ultimatum firmato da 25 calciatori, che sostenevano che "dovrebbero fare parte della nazionale estone solo coloro che hanno acquisito la cittadinanza estone sulla base della continuità legale". Nel luglio dello stesso anno la FIFA diede il diritto di vestire la maglia della nazionale a 97 giocatori non nati in Estonia, ma che avevano avviato le pratiche di acquisizione della cittadinanza estone. Nell'ottobre 1992 l'EFA deliberò che dopo il 1º aprile 1993 chi non avesse avuto la cittadinanza estone non avrebbe potuto giocare in nazionale.
La disputa sulla cittadinanza si accese nuovamente nel febbraio 1993, quando l'Estonia partecipò a un torneo amichevole in Finlandia. Per la prima volta, calciatori non in possesso della cittadinanza estone come Andrei Borissov e Sergei Bragin furono ammessi in nazionale. Con una dichiarazione ufficiale diffusa il 23 febbraio, il governo estone sollecitò l'Unione sportiva centrale estone a "considerare di mantenere nazionali estoni costituite solo da cittadini estoni". L'11 marzo la stampa locale pubblicò una lettera aperta i cui firmatari accusavano l'EFA e il c.t. Uno Piir di impiegare quattro "immigrati" (Andrei Borissov, Sergei Bragin, Aleksandr Puštov, Sergei Hohlov-Simson) durante le partite e di usare il russo come lingua di comunicazione durante gli allenamenti della nazionale. I firmatari facevano inoltre notare che "la maggior parte delle posizioni occupate dagli estoni nelle nazionali giovanili erano ora occupate da calcistori non in possesso della cittadinanza estone". Secondo la stampa estone, l'EFA aveva altresì ingannato la FIFA, perché la maggior parte dei 97 giocatori che avevano ricevuto il diritto di rappresentare l'Estonia non avevano fatto richiesta di cittadinanza.
Il 5 dicembre 1991 l'UEFA ammise la nazionale estone alle eliminatorie del campionato del mondo 1994, malgrado le difficoltà economiche, le pessime condizioni in cui versava lo stadio Kadrioru e l'inesperienza della compagine estone. L'Estonia chiuse all'ultimo posto il girone di qualificazione al Mondiale statunitense vinto dall'Italia, con un gol realizzato e 27 subiti, perdendo nove partite su dieci e pareggiando solo una partita contro Malta.
Nelle qualificazioni al campionato d'Europa 1996 l'Estonia, allenata da Roman Ubakivi, fu sempre sconfitta, chiudendo il girone all'ultimo posto, con 3 gol segnati e 31 subiti. I maggiori rovesci si verificarono contro Croazia (7-1) e Lituania (5-0).
Dal 14 ottobre 1993 al 5 ottobre 1996 l'Estonia non ottenne neanche una vittoria e nel febbraio 1996 era precipitata al 135º posto della classifica FIFA. L'interesse del pubblico locale per la nazionale era ai minimi storici, tanto che, nell'autunno del 1994, quando l'Estonia ospitò l'Italia vicecampione del mondo in carica allo stadio Kadriorg, l'affluenza di pubblico fu di sole 3 000 persone.

### I primi c.t. stranieri e i lenti miglioramenti (1996-2000)
I risultati migliorarono verso la fine degli anni '90, grazie anche al contributo di c.t. stranieri, il primo dei quali fu l'islandese Teitur Þórðarson. La sua prima vittoria fu ottenuta al quinto tentativo, il 5 ottobre 1996, con il successo per 1-0 sulla Bielorussia allo stadio Kadriorg, in una gara valida per le qualificazioni al campionato del mondo 1998. A decidere l'incontro fu un gol di Sergei Hohlov-Simson. Qualche giorno dopo, il 9 ottobre, la nazionale estone non si presentò alla partita contro la Scozia; per motivi non chiari, la partita fu riprogrammata in campo neutro, nel Principato di Monaco, per l'11 febbraio 1997 e si concluse con un pareggio senza reti. In seguito fu chiarita la ragione del rinvio: la nazionale scozzese si era allenata allo stadio Kadriorg la sera prima della partita e aveva trovato la luce dei riflettori inadeguata. Il problema era stato segnalato ai direttori di gara, che avevano accolto la lamentela. Per protesta, la nazionale estone si rifiutò di giocare l'incontro.
Le qualificazioni al Mondiale del 1998 si chiusero per gli estoni al quinto posto nel girone da sei squadre, con 4 punti ottenuti e un bilancio di 4 gol segnati e 16 subiti.
Le qualificazioni al campionato d'Europa 2000 videro l'Estonia registrare 3 vittorie e 2 pareggi nel girone, con 15 gol realizzati e 17 subiti. La rivista estone Sporditäht piazzò l'incontro Estonia-Scozia (0-0) del 1998 nella top 10 degli eventi sportivi dell'anno. Il 31 marzo 999 l'Estonia sconfisse la Lituania per 2-1 a Vilnius, mantenendo accesa una tenue speranza di qualificazione all'Europeo, poi svanita. Malgrado l'insuccesso, la squadra fu comunque in grado di guadagnare 11 punti nel girone e la partita contro la Scozia dell'8 settembre 1999 allo stadio Kadriorg vide il tutto esaurito, con 5 000 spettatori.

### Un nuovo stadio: il periodo olandese (2000-2007)

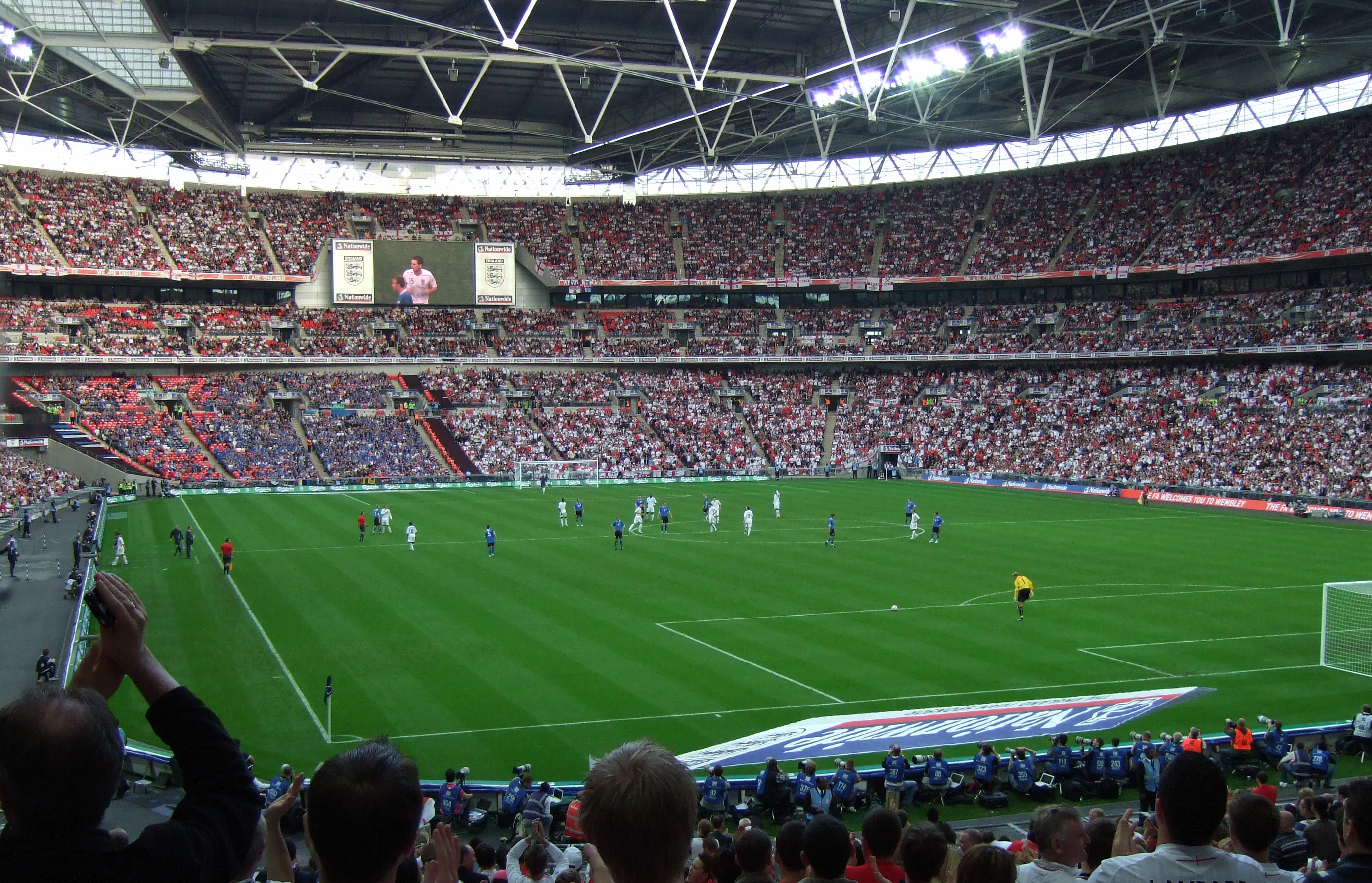
L'Estonia impegnata a Wembley contro l' il 9 ottobre 2015.

Le dimissioni di Teitur Thordarson alla fine del 1999 aprirono la strada a Tarmo Rüütli, che per le prime due partite fu rimpiazzato dal traghettatore Aivar Lillevere, nominato c.t. fino all'autunno del 2000. Nelle qualificazioni al campionato del mondo 2002 a Rüütli successe l'olandese Arno Pijpers.
La federcalcio rese noto un programma di costruzione di un nuovo stadio a Tallinn, la A. Le Coq Arena, che fu inaugurata il 2 giugno 2001, prima della partita di qualificazione al Mondiale del 2002 contro i Paesi Bassi (poi vittoriosi per 4-2). I 9 300 biglietti disponibili andarono esauriti in sei ore.
La campagna di qualificazione degli estoni al Mondiale 2002 li vide vincere per due volte contro Andorra e pareggiare per due volte contro Cipro, per un totale di 8 punti nella classifica finale, chiusa al quarto posto, con 10 gol realizzati e 26 subiti. Gli estoni sopravanzarono in classifica proprio andorrani e ciprioti. Le qualificazioni al campionato d'Europa 2004 si svolsero sulla stessa falsariga, con due vittorie contro Andorra e due pareggi contro Croazia e Bulgaria, per un totale di 4 gol realizzati e 6 subiti in 8 partite del girone.
Le eliminatorie del campionato del mondo 2006 furono più fruttuose per gli estoni, guidati dall'olandese Jelle Goes, che nel 2004 aveva sostituito il connazionale Pijpers. Il bilancio finale fu di 5 vittorie, 2 pareggi e 5 sconfitte, con 17 punti in classifica che valsero il quarto posto nel girone, sopra Lettonia, Liechtenstein e Lussemburgo. La campagna di qualificazione al campionato d'Europa 2008 fu meno soddisfacente, con la squadra che terminò sesta il girone di qualificazione con 7 punti, sopravanzano in graduatoria solo Andorra, l'unica squadra battuta dagli estoni. La gestione di Goes ebbe fine nel giugno 2007.

### Il ritorno di Rüütli e la ripresa (2008-2012)

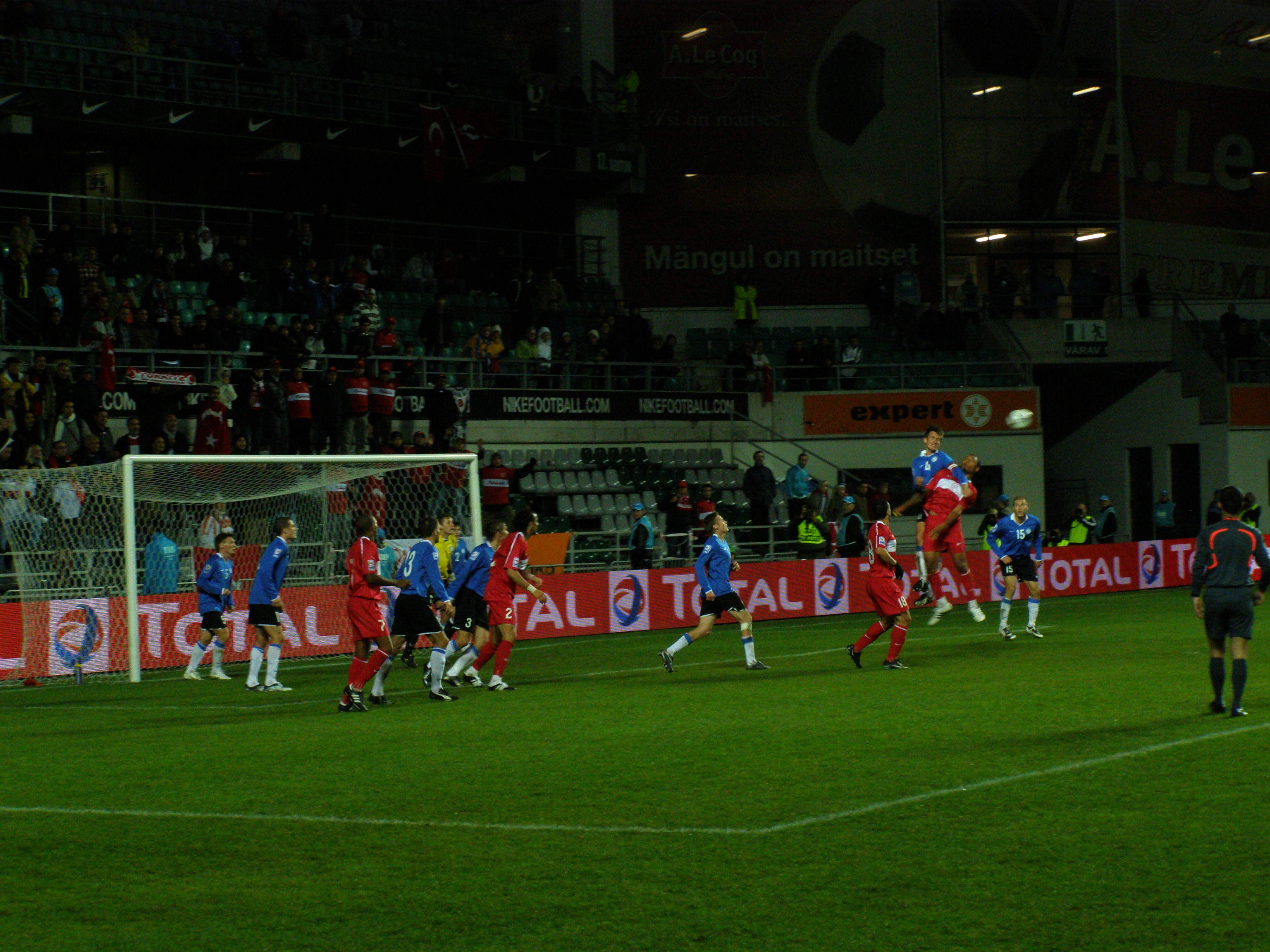
L'Estonia in casa contro la, fermata sul pari (0.0) alla A. Le Coq Arena il 15 ottobre 2008.

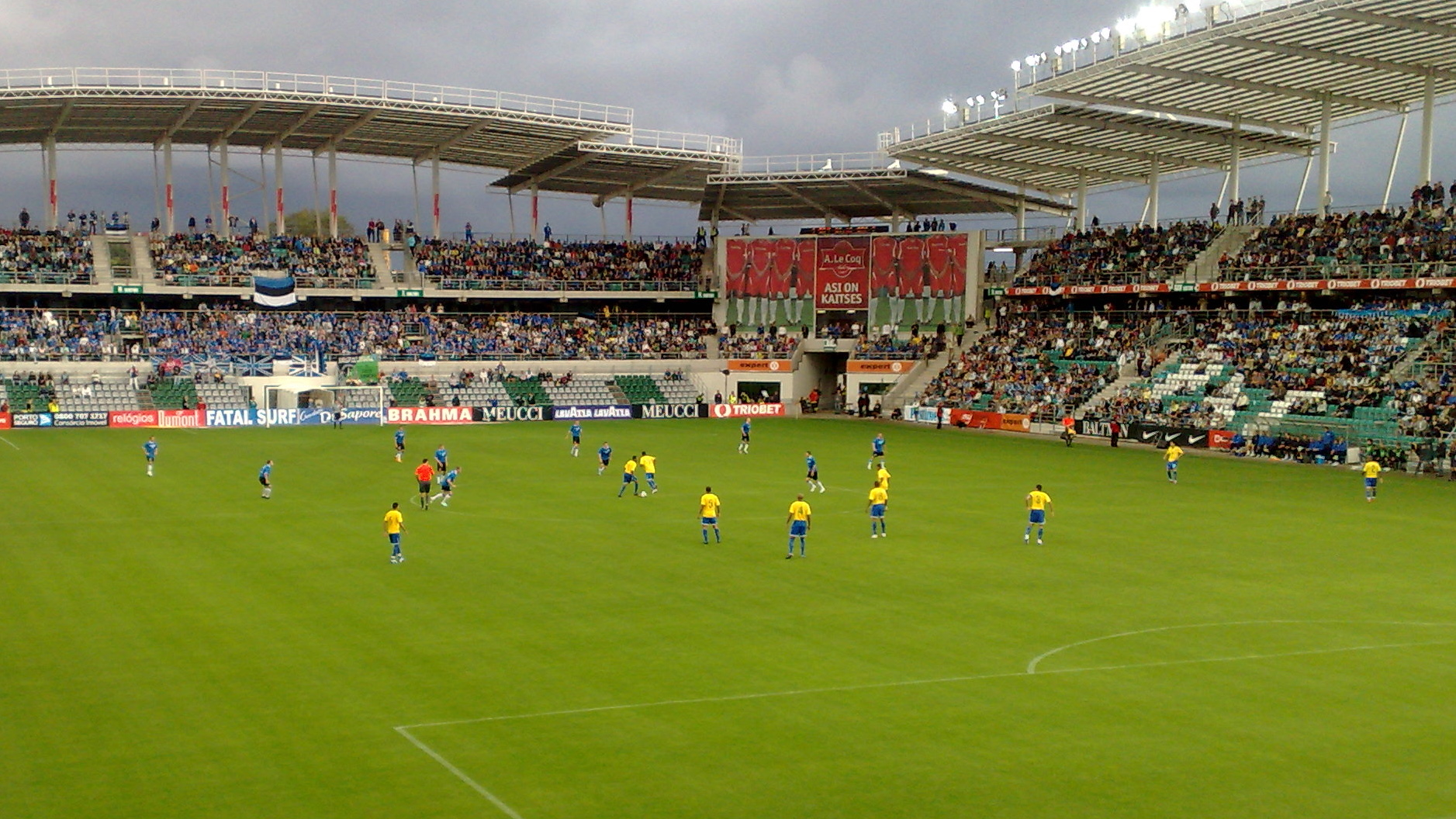
L'Estonia in amichevole contro il alla A. Le Coq Arena. I sudamericani vinsero per 1-0 il 12 agosto 2009.

Nel novembre 2007 la federazione affidò la panchina della nazionale al rientrante Tarmo Rüütli, che venne dopo i tre tecnici stranieri del periodo 2000-2007. In due amichevoli, la squadra perse dapprima per 3-2 sul campo del Belgio, poi per 0-7 in casa contro la Bosnia ed Erzegovina e scese al 137º posto del ranking FIFA, peggiore posizionamento di sempre per l'Estonia. Le qualificazioni al campionato del mondo 2010 videro gli estoni affrontare, tra le altre, la Spagna campione d'Europa in carica e la Turchia, semifinalista di Euro 2008. L'Estonia riuscì a fermare i turchi tra le mura amiche (0-0), ma chiuse il girone al quinto e penultimo posto, con 8 punti ottenuti.
Nel 2009 il calcio estone celebrò il proprio centenario e salutò due calciatori simbolo della nazionale, il primatista di presenze Martin Reim, che il 6 giugno si congedò dalla nazionale nell'amichevole contro la Guinea Equatoriale, e il veterano Mart Poom, portiere, che concluse l'esperienza con la rappresentativa estone il 10 giugno contro il Portogallo. Lo Sajandi mäng (estone per "la partita del secolo") fu l'amichevole contro il Brasile, affrontato per la prima volta dagli estoni a Tallinn il 12 agosto 2009. La partita si chiuse con la vittoria dei sudamericani per 1-0; l'indomani la federazione prolungò il contratto di Rüütli sino al 2011.
Nella fase eliminatoria del campionato d'Europa 2012 l'Estonia si piazzò seconda nel girone vinto dall'Italia, beffando le più accreditate Serbia (battuta per 1-3 a Belgrado) e Slovenia e guadagnandosi il diritto a disputare lo spareggio per l'ammissione alla fase finale, perso nel novembre 2011 contro l'Irlanda allenata da Giovanni Trapattoni con il risultato complessivo di 1-5 (0-4 a Tallinn e 1-1 a Dublino). Dopo aver raggiunto il 57º posto nel ranking FIFA del dicembre 2011, nel marzo 2012 la squadra salì al 47º posto, la posizione più alta occupata dalla selezione baltica nella graduatoria..

### Anni di anonimato (dal 2012)
Nelle qualificazioni al campionato del mondo 2014 i risultati furono deludenti; la nazionale estone riuscì comunque a fermare sul 2-2 in casa i favoriti Paesi Bassi, finalisti al campionato del mondo 2010, inizialmente rimontando il vantaggio ospite, per poi essere raggiunta nei minuti di recupero per mezzo di un rigore dubbio. A questo pareggio si aggiunsero due vittorie contro Andorra, unica squadra preceduta nella classifica finale.
Il 5 marzo 2014, giocando contro Gibilterra, l'Estonia è divenuta l'unica nazionale ad aver affrontato tutte le rappresentative affiliate alla UEFA esistenti nel momento della sua attività (53 gli avversari in tutto),, tranne il Kosovo, affiliatosi alla UEFA soltanto nel 2016 e ancora da affrontare.
Nel marzo 2017 gli estoni vinsero per 3-0 contro la Croazia in amichevole e nel novembre 2018 si imposero per 1-0 ad Atene contro la Grecia. Nel giugno 2021 misero in bacheca la Coppa del Baltico per la quarta volta, la prima dal 1938.

## Colori e simboli
Il kit della squadra nazionale estone nelle partite casalinghe è tradizionalmente composto da una maglietta blu, pantaloncini neri e calzini bianchi, mentre il kit da trasferta è solitamente composto di una maglia bianca, pantaloncini neri e calzini blu. Prima del 1996, sono state utilizzate altre combinazioni di colori. La maglia può presentare inserti di altri colori a seconda dello sponsor tecnico e della moda del momento. Dal 1992 al 1997 il fornitore del team è stato Lotto, ed è poi passato a Nike fino ad oggi.
| Manica sinistra · Maglietta · Manica destra · Pantaloncini · Calzettoni |
| 1922                                                                    |

| Manica sinistra · Maglietta · Manica destra · Pantaloncini · Calzettoni |
| 1924                                                                    |

| Manica sinistra · Maglietta · Manica destra · Pantaloncini · Calzettoni |
| 1992–oggi                                                               |

## Partecipazioni ai tornei internazionali
Dal 1940 al 1991 l'Estonia non aveva una propria nazionale in quanto lo stato estone era inglobato nell'Unione Sovietica. Esisteva, quindi, un'unica nazionale che rappresentava tutta l'Unione Sovietica.

Legenda: Grassetto: Risultato migliore, Corsivo: Mancate partecipazioni

## Statistiche dettagliate sui tornei internazionali

### Mondiali
| Anno | Luogo                    | Piazzamento      | V | N | P | Gol |
| ---- | ------------------------ | ---------------- | - | - | - | --- |
| 1930 | Uruguay                  | Non partecipante | - | - | - | -   |
| 1934 | Italia                   | Non qualificata  | - | - | - | -   |
| 1938 | Francia                  | Ritirata         | - | - | - | -   |
| 1994 | Stati Uniti              | Non qualificata  | - | - | - | -   |
| 1998 | Francia                  | Non qualificata  | - | - | - | -   |
| 2002 | Corea del Sud / Giappone | Non qualificata  | - | - | - | -   |
| 2006 | Germania                 | Non qualificata  | - | - | - | -   |
| 2010 | Sudafrica                | Non qualificata  | - | - | - | -   |
| 2014 | Brasile                  | Non qualificata  | - | - | - | -   |
| 2018 | Russia                   | Non qualificata  | - | - | - | -   |
| 2022 | Qatar                    | Non qualificata  | - | - | - | -   |

### Europei
| Anno | Luogo                | Piazzamento     | V | N | P | Gol |
| ---- | -------------------- | --------------- | - | - | - | --- |
| 1996 | Inghilterra          | Non qualificata | - | - | - | -   |
| 2000 | Belgio / Paesi Bassi | Non qualificata | - | - | - | -   |
| 2004 | Portogallo           | Non qualificata | - | - | - | -   |
| 2008 | Austria / Svizzera   | Non qualificata | - | - | - | -   |
| 2012 | Polonia / Ucraina    | Non qualificata | - | - | - | -   |
| 2016 | Francia              | Non qualificata | - | - | - | -   |
| 2020 | Europa               | Non qualificata | - | - | - | -   |
| 2024 | Germania             | Non qualificata | - | - | - | -   |

### Olimpiadi
| Anno | Luogo     | Piazzamento             | V | N | P | Gol |
| ---- | --------- | ----------------------- | - | - | - | --- |
| 1924 | Parigi    | Turno di qualificazione | 0 | 0 | 1 | 0:1 |
| 1928 | Amsterdam | Non partecipante        | - | - | - | -   |
| 1936 | Berlino   | Non partecipante        | - | - | - | -   |

### Confederations Cup
| Anno | Luogo                    | Piazzamento     | V | N | P | Gol |
| ---- | ------------------------ | --------------- | - | - | - | --- |
| 1992 | Arabia Saudita           | Non invitata    | - | - | - | -   |
| 1995 | Arabia Saudita           | Non invitata    | - | - | - | -   |
| 1997 | Arabia Saudita           | Non qualificata | - | - | - | -   |
| 1999 | Messico                  | Non qualificata | - | - | - | -   |
| 2001 | Corea del Sud / Giappone | Non qualificata | - | - | - | -   |
| 2003 | Francia                  | Non qualificata | - | - | - | -   |
| 2005 | Germania                 | Non qualificata | - | - | - | -   |
| 2009 | Sudafrica                | Non qualificata | - | - | - | -   |
| 2013 | Brasile                  | Non qualificata | - | - | - | -   |
| 2017 | Russia                   | Non qualificata | - | - | - | -   |

### UEFA Nations League
| Anno      | Luogo       | Piazzamento   | V | N | P | Gol  |
| --------- | ----------- | ------------- | - | - | - | ---- |
| 2018-2019 | Portogallo  | 13° in Lega C | 1 | 1 | 4 | 4:8  |
| 2020-2021 | Italia      | 15° in Lega C | 0 | 3 | 3 | 5:9  |
| 2022-2023 | Paesi Bassi | 1° in Lega D  | 4 | 0 | 0 | 10:2 |

## Tutte le rose

### Giochi olimpici
Calcio ai Giochi Olimpici Estivi 1924P Lass, P Tipner, D Liivar, D Kaljot, D Rein, D Silber, C Jürgenson, C Kaarman, C Pihlak, C Rõks, A Ellmann, A Joll, A Paal, A Üpraus, A Väli, CT: Kónya

## Rosa attuale
Lista dei giocatori convocati per le gare di qualificazione al campionato del mondo 2026 del 6 e 9 giugno 2025.
Presenze e reti aggiornate al 9 giugno 2025, al termine della sfida contro la Norvegia.
|  | P | Karl Jakob Hein           | 13 aprile 2002   | 39  | -64 | Real Valladolid |  |  |
|  | P | Matvei Igonen             | 2 ottobre 1996   | 17  | -30 | Botev Plovdiv   |  |  |
|  | P | Karl Andre Vallner        | 28 febbraio 1998 | 4   | -5  | Levadia Tallinn |  |  |
|  |   |                           |                  |     |     |                 |  |  |
|  | D | Joonas Tamm               | 2 febbraio 1992  | 65  | 4   | Botev Plovdiv   |  |  |
|  | D | Maksim Paskotši           | 16 gennaio 2003  | 37  | 1   | Grasshoppers    |  |  |
|  | D | Märten Kuusk              | 5 aprile 1996    | 37  | 0   | GKS Katowice    |  |  |
|  | D | Rasmus Peetson            | 3 maggio 1995    | 21  | 2   | Levadia Tallinn |  |  |
|  | D | Michael Schjønning-Larsen | 2 febbraio 2001  | 12  | 0   | Levadia Tallinn |  |  |
|  | D | Joseph Saliste            | 10 aprile 1995   | 7   | 0   | Paide           |  |  |
|  | D | Kristo Hussar             | 28 giugno 2002   | 5   | 0   | Flora Tallinn   |  |  |
|  | D | Erko Jonne Tõugjas        | 5 luglio 2003    | 4   | 0   | Flora Tallinn   |  |  |
|  |   |                           |                  |     |     |                 |  |  |
|  | C | Mattias Käit              | 29 giugno 1998   | 60  | 10  | Rapid Bucarest  |  |  |
|  | C | Vlasiy Sinyavskiy         | 27 novembre 1996 | 43  | 1   | Bohemians       |  |  |
|  | C | Martin Miller             | 29 giugno 1998   | 39  | 2   | Paide           |  |  |
|  | C | Markus Poom               | 27 febbraio 1999 | 31  | 0   | Flora Tallinn   |  |  |
|  | C | Mihkel Ainsalu            | 8 marzo 1996     | 23  | 0   | Levadia Tallinn |  |  |
|  | C | Rocco Shein               | 14 luglio 2003   | 18  | 1   | Fredrikstad     |  |  |
|  | C | Markus Soomets            | 2 marzo 2000     | 17  | 0   | Den Bosch       |  |  |
|  | C | Kevor Palumets            | 2 novembre 2002  | 12  | 1   | Podbrezová      |  |  |
|  | C | Ioan Yakovlev             | 19 gennaio 1998  | 9   | 1   | Paniōnios       |  |  |
|  | C | Patrik Kristal            | 12 novembre 2007 | 5   | 0   | Colonia         |  |  |
|  | C | Dimitri Jepihhin          | 28 ottobre 2005  | 1   | 0   | AS Trenčín      |  |  |
|  |   |                           |                  |     |     |                 |  |  |
|  | A | Henri Anier               | 17 dicembre 1990 | 102 | 23  | Lee Man         |  |  |
|  | A | Rauno Sappinen            | 23 gennaio 1996  | 57  | 13  | Flora Tallinn   |  |  |
|  | A | Alex Tamm                 | 24 luglio 2001   | 16  | 2   | Kalju Nõmme     |  |  |
|  | A | Robi Saarma               | 20 maggio 2001   | 8   | 0   | Paide           |  |  |

## Record individuali
Record aggiornati al 27 marzo 2025.
- I calciatori in grassetto sono ancora attivi con la nazionale.

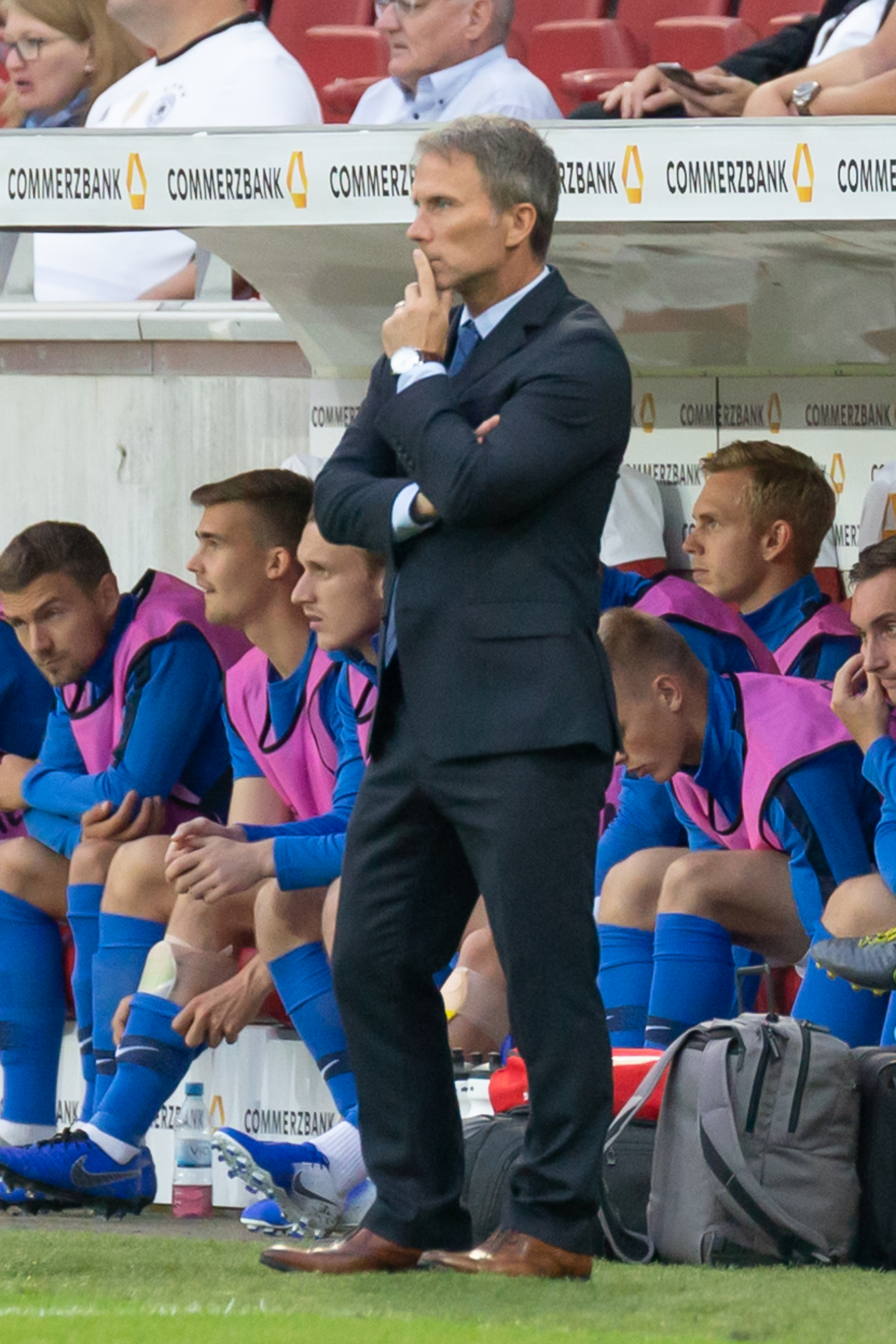
Martin Reim, ex primatista di presenze (157) con la nazionale estone, scavalcato nel 2024 da Konstantin Vassiljevl.

### Record di presenze
| Pos. | Giocatore            | Presenze | Reti | Periodo   |
| ---- | -------------------- | -------- | ---- | --------- |
| 1    | Konstantin Vassiljev | 158      | 26   | 2006-2024 |
| 2    | Martin Reim          | 157      | 14   | 1992-2009 |
| 3    | Marko Kristal        | 143      | 9    | 1992-2005 |
| 4    | Andres Oper          | 134      | 38   | 1995-2014 |
| 5    | Ragnar Klavan        | 130      | 3    | 2003-2025 |
| 6    | Enar Jääger          | 126      | 0    | 2002-2018 |
| 7    | Mart Poom            | 120      | 0    | 1992-2009 |
| 8    | Dmitri Kruglov       | 115      | 4    | 2004-2019 |
| 8    | Kristen Viikmäe      | 115      | 15   | 1997-2013 |
| 10   | Raio Piiroja         | 114      | 8    | 1998-2015 |
| 10   | Sergei Zenjov        | 114      | 17   | 2008-     |

### Record di reti

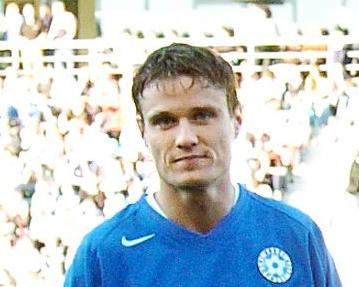
Andres Oper, migliore marcatore dell'Estonia con 38 gol.

| Pos. | Giocatore            | Reti | Presenze | Periodo   |
| ---- | -------------------- | ---- | -------- | --------- |
| 1    | Andres Oper          | 38   | 134      | 1995-2014 |
| 2    | Indrek Zelinski      | 27   | 103      | 1994-2010 |
| 3    | Konstantin Vassiljev | 26   | 158      | 2006-2024 |
| 4    | Henri Anier          | 23   | 102      | 2011-     |
| 5    | Eduard Ellmann-Eelma | 21   | 60       | 1921-1935 |
| 6    | Richard Kuremaa      | 19   | 42       | 1933-1940 |
| 7    | Sergei Zenjov        | 17   | 114      | 2008-     |
| 8    | Arnold Pihlak        | 16   | 44       | 1920-1931 |
| 9    | Kristen Viikmäe      | 15   | 115      | 1997-2013 |
| 10   | Martin Reim          | 14   | 157      | 1992-2009 |